# Asura citronopuncta
Asura citronopuncta là một loài bướm đêm thuộc phân họ Arctiinae, họ Erebidae.